# SWEGENE
SWEGENE var ett konsortium för forskning inom funktionell genomik i sydvästra Sverige. Det var aktivt 2000–2005 och inkluderade ett stort antal olika institutioner inom Lunds universitet, Göteborgs universitet och Chalmers tekniska högskola. SWEGENE syftade till att ur samlingarna av biologiskt provmaterial vid universitetssjukhusen i Göteborg, Lund och Malmö söka samband mellan  DNA-sekvenser och ärftliga sjukdomar som diabetes och osteoporos. En annan insats var att öka tillgängligheten och användbarheten av svenska biobanker för alla forskningsändamål.
Det var finansierat av Knut och Alice Wallenbergs Stiftelse, de involverade universiteten (Chalmers samt Göteborgs och Lunds universitet) och Astra Zeneca och erhöll över de fem åren mer än 300 miljoner kronor. VD var, från starten år 2000 fram till 2003, Sture Forsén och han följdes av Göran Bondjers, 2004 till 2005. 
Wallenberg Consortium North var en systerorganisation på universitet i östra och norra Sverige.